# Амангельдинський район
Амангельди́нський район (каз. Аманкелді ауданы, рос. Амангельдинский район) — адміністративна одиниця у складі Костанайської області Казахстану. Адміністративний центр — село Амангельди.

## Населення
Населення — 13707 осіб (2021, 17660 у 2009, 21224 у 1999, 31162 у 1989).
Національний склад (станом на 2010 рік):
- казахи — 16517 осіб (97,77 %)
- росіяни — 173 особи
- українці — 46 осіб
- татари — 38 осіб
- башкири — 36 осіб
- білоруси — 23 особи
- корейці — 9 осіб
- молдовани — 7 осіб
- німці — 5 осіб
- чуваші — 2 особи
- поляки — 1 особа
- мордва — 1 особа
- інші — 36 осіб

## Історія
Район був утворений 17 січня 1928 року як Батпакаринський. 1936 року отримав сучасну назву. В 1970–1988 та 1990–1997 роках входив до складу ліквідованої Тургайської області. У 1990-1997 роках також був відновений Амантогайський район.

## Склад
До складу району входять 10 сільських округів:
| Поселення                        | Площа, км² | Населення, осіб (1989) | Населення, осіб (1999) | Населення, осіб (2009) | Населення, осіб (2021) | Центр      | К-ть нп |
| -------------------------------- | ---------- | ---------------------- | ---------------------- | ---------------------- | ---------------------- | ---------- | ------- |
| Аксайський сільський округ       | 1115,13    | 1356                   | 699                    | 459                    | 349                    | Аксай      | 1       |
| Амангельдинський сільський округ | 1532,20    | 10055                  | 8105                   | 8752                   | 7395                   | Амангельди | 5       |
| Амантогайський сільський округ   | 1255,92    | 4363                   | 2652                   | 1621                   | 1204                   | Амантогай  | 4       |
| Байгабильський сільський округ   | 883,83     | 1901                   | 1413                   | 1047                   | 707                    | Байгабил   | 3       |
| Кабиргинський сільський округ    | 1775,95    | 1375                   | 646                    | 358                    | 273                    | Кабирга    | 2       |
| Карасуський сільський округ      | 1153,90    | 1840                   | 1787                   | 1342                   | 947                    | Карасу     | 4       |
| Кумкешуський сільський округ     | 1068,84    | 1483                   | 905                    | 919                    | 519                    | Кумкешу    | 2       |
| Тастинський сільський округ      | 2432,30    | 2468                   | 1488                   | 797                    | 513                    | Тасти      | 3       |
| Урпецький сільський округ        | 9207,59    | 4381                   | 2386                   | 1802                   | 1360                   | Урпек      | 4       |
| Уштогайський сільський округ     | 2084,22    | 1940                   | 1163                   | 563                    | 440                    | Уштогай    | 2       |

- 13 лютого 2009 року Степняцький сільський округ перетворено в Степняцьку сільську адміністрацію[6].
- 19 липня 2012 року ліквідовано Степняцьку сільську адміністрацію, територія включена до складу Уштогайської сільської адміністрації; Уштогайська сільська адміністрація перетворена в Уштогайський сільський округ[7].
- 5 квітня 2013 року ліквідовано Єсірський сільський округ, територія включена до складу Амангельдинського сільського округу[8].
- 18 грудня 2019 року Каринсалдинський сільський округ розділено на Горняцьку сільську адміністрацію та Каринсалдинську сільську адміністрацію; ліквідовано Горняцьку сільську адміністрацію, Каринсалдинську сільську адміністрацію та Тастинську сільську адміністрацію, утворено Тастинський сільський округ[9].

## Найбільші населені пункти
Населені пункти з чисельністю населення понад 1000 осіб:
| № | Населений пункт | Населення, осіб (1989) | Населення, осіб (1999) | Населення, осіб (2009) | Населення, осіб (2021) |
| - | --------------- | ---------------------- | ---------------------- | ---------------------- | ---------------------- |
| 1 | Амангельди      |                        | 6642                   | 7569                   | 6778                   |
| 2 | Урпек           |                        | 1621                   | 1342                   | 1111                   |